# Jalane
Jalane, née Géraldine Plaut, le 20 octobre 1971, est une danseuse, auteure-compositrice-interprète et productrice française.
Elle s'est fait connaître en 2000 par les singles «Millénaire» et «Lettre Ouverte», extraits de la bande originale du film Taxi 2.
Jalane entame alors sa vraie carrière solo et sort début 2001, son premier single «Femmes (Cette Fois, Je Sais)», qui est succès puis fait les chœurs sur l'opus Une Autre Lumière de Pierre Bachelet.
En 2002, elle sort son premier album éponyme. L'opus, générant quatre extraits singles «Femmes (Cette Fois, Je Sais)», «Ma Musique», «Où Va Le Monde» et «Oublie-Le (En Duo Avec Natho)», est un succès avec plus de 100 000 exemplaires vendus.
Entre-temps, elle forme le groupe J-C-K en compagnie de K-Reen et China Moses, avec lesquelles elle interprète les titres : «Tout Ce Qu'On Veut» sur l'album Dimension de K-Reen en 2001, «On A Tous Péché» sur son opus éponyme en 2002 et «Le Mec Parfait», présent sur le disque Good Lovin' de China Moses en 2004.
En 2012, après l'annulation de ses deux autres albums Si J'Avais Su en 2007 et Jour J en 2009, elle devient également productrice en fondant une société en partenariat avec Karim Ouaret, son mari : Come On Productions. La même année, ils produisent leur premier court métrage Lapsus, qui remporte à ce jour plus de 62 récompenses dans le monde entier, devenant ainsi le court-métrage français le plus récompensé de tous les temps.
En 2015, elle revient avec le single Non-Dits, extrait de son futur opus à paraitre Âme Soul. Le 7 décembre 2015, le film Lapsus, qui est le court-métrage français le plus récompensé de tous les temps et dont elle est l'une des productrices avec Julien Seri et Karim Ouaret, est disponible sur Youtube,. Le 18 décembre 2015, elle publie l'extrait Stolen Kiss,.

## Biographie
Son pseudonyme « Jalane » est un hommage à son oncle Guadeloupéen, Alan Shelly chanteur réputé des Caraïbes, décédé quelques années plus tôt[réf. nécessaire].
Elle fut d'abord danseuse dans le groupe Boogi Saï, avant de créer avec quelques amies le groupe exclusivement féminin Ladies Night. 
Mais la veille d'une prestation à l'Élysée Montmartre, elle se casse la cheville, une blessure qui mettra une fin prématurée à ses rêves de danseuse, elle commence la chanson en faisant choriste pour les Kings du Swing[réf. nécessaire].
Elle quitte le domicile familial très tôt et s'installe à Paris pour tenter sa chance en 1993, mais en vain. 
Elle fait quelques featurings sur divers mixtapes notamment avec Cut Killer, et participe en parallèle à divers projets[Qui ?].
Grâce aux tournées Nation Rap et Droit de cité, elle rencontre K-Reen et China Moses en 1995, ce qui l'aidera à se faire connaître.

## Carrière
En 1996, elle sort un 1er single «Laisse-Toi Guider» puis «Ça Part De Rien» en 1997.
En 1998, elle apparait dans le vidéoclip «Explique-Moi Dis-Moi» de son amie K-Reen.
En 2000, le groupe IAM fait appel à elle pour la bande originale du film Taxi 2, et c'est ainsi qu'elle intègre le collectif One shot, comprenant Faf Larage, Taïro, Nuttea, Disiz La Peste & Vasquez Lusi. Elle y enregistre donc plusieurs morceaux en tant que collectif et un solo «Laissez-Moi». 
Les titres «Millénaire» et «Lettre Ouverte» deviennent des singles et connaissent alors un énorme succès en France avec plus de 350 000 disques vendus.
Entretemps, elle apparait dans le vidéoclip «Être La Bas» de son amie China Moses.
La même année, elle intervient en tant que choriste sur les titres Un Amour Sans Retour, ainsi que sur Faisons l'amour (Avant de nous dire adieu) de la chanteuse Shéraz.
Jalane entame alors sa vraie carrière solo et sort début 2001, son premier single «Femmes (Cette Fois, Je Sais)». Elle y rend hommage à la femme avec des paroles qui ont pour but à la fois de faire danser et faire réfléchir en passant un message. Entre-temps, elle participe à la compilation Kimberlite en duo avec le chanteur Cedric sur «I Don't Know», puis coïnterprète «Tout Ce Qu'On Veut» avec China Moses sur l'album Dimension de K-Reen. Un peu plus tard, le titre «Ma Musique» devient un single et le succès est encore au rendez-vous. La même année, elle apparait en tant que choriste sur les titres Pour Un Monde Bleu, Sans Toi, Tout Commence Avec 2001, Elle Me Dit et Une Autre Lumière issus de l'opus Une Autre Lumière de Pierre Bachelet.
Le 14 janvier 2002, Jalane sort son premier album éponyme. Pour ce faire, elle s'entoure de nombreux collaborateurs tels que Quentin Bachelet, Adamson Faye, Pit, Ben-J (du groupe  Nèg' Marrons), DJ Poska, K-Reen, Yvan Jacquemet, Künta Kinté, Djayz, Djimi Finger, Aaron pour les coauteurs, coproducteurs, scratchs et autres programmations, Alaixy XXL, Jmi Sissoko, Djaze, N'Dee pour les nombreux choristes et China Moses, K-Reen, Diam's, Nubi (du groupe Furturistiq) et Natho pour les invités. L'album y dévoile plusieurs thèmes tels que le combat des femmes à l'image du premier extrait «Femmes (Cette Fois, Je Sais)», de sa passion «Ma Musique», de ses faiblesses «On A Tous Pêchés (feat. China Moses & K-Reen)», de déceptions amoureuses «Oublie-Le (En Duo Avec Natho)», de racisme «Sa Couleur» ou encore de décès sur le titre «Ange Eternel». L'album générant quatre extraits singles «Femmes (Cette Fois, Je Sais)», «Ma Musique», «Où Va Le Monde» et «Oublie-Le (En Duo Avec Natho)», est un succès commercial avec plus de 100 000 exemplaires vendus. Il bénéficie même d'une édition collector comprenant un DVD de quatre clips, makings-of ainsi que des commentaires du réalisateur et de l'artiste.
En 2003, elle interprète le titre «www.laméthode.com» sur la compilation Première Classe RnB. Le 10 novembre de cette même année, un album prénommé 'Nouvelle Femme' ainsi que le single «L'École De La Vie» avaient été annoncés, mais pour diverses raisons, ces projets ne voient point le jour.
Le 21 janvier 2004, le  DVD For The Ladies, programme documentaire basé exclusivement sur le Hip-Hop & R&B Féminin ayant pour principales protagonistes Jalane, Assia, Diam's, Leslie, Sté, Princess Aniès, Sweety & Sandy Cosset sort dans les bacs. En parallèle, elle apparaît sur «Le Mec Parfait» qu'elle coïnterprète, coécrit et coproduit avec K-Reen & China Moses sur le troisième album de cette dernière, nommé Good Lovin'. Le Titre «Comment Pardonner ?» est alors envisagé comme single, mais il ne sera disponible physiquement et uniquement que sur la compilation Girls 2004, comprenant les tubes commerciaux de l'époque ainsi que quelques inédits dont celui de Jalane. Dans un même temps, elle reprend également le célèbre tube d'Esther Galil «Le Jour Se Lève».
En 2005, le single «Millénaire» du collectif One shot est inclus dans l'album Hostile Superstars, compilation réunissant les plus grands hits des artistes du célèbre label Hostile. En parallèle, elle apparait avec K-Reen dans le vidéoclip Politiquement Correcte d'Assia Maouene.
Le 3 avril 2006, : les titres «Millénaire», «Dancefloor Furie» & «Lettre Ouverte» du collectif One shot, sont inclus dans l'album Taxi, Le Best Of, compilation réunissant tous les hits de la célèbre trilogie filmique Taxi.
En 2007, elle est de retour avec le single «Si J'Avais Su», dont l'album du même nom, fut annulé.
Début 2009, elle atteint en 19 jours les 50 000 euros nécessaires à la production d'un nouvel album via le label communautaire spidart et publie le 16 novembre 2009, l'opus 'Jour J'. Pour cet album, Jalane s'entoure de compositeurs tels que Marc Chouarain, Laurent Marimbert. Elle change totalement de registre en s'orientant vers des sonorités rétros à l'image du single «Ma Folie», swing «Joker», yé-yé «Non-Dits» voire Jazz sur le morceau «Mon Pilote». Tout comme ses précédents opus, les qualités des textes prennent une place prépondérante. En effet, elle y aborde ses propres faiblesses dans «Ma Folie» et «Le Péché», d'évasion «S'évader», de relations torrides «Mon Pilote», de blessures familiales «Père», ou encore d'amours déçus sur le magnifique «J'Attends». La société spidart, dont Jalane dépendait pour réaliser ce disque, dépose malheureusement le bilan. Cet album ne verra pas le jour. Dommage, car avec ce disque, Jalane prenait des risques en ne tombant pas dans la facilité, puis les titres «S'Evader», «Joker» ou encore «J'Attends» auraient pu être d'excellents singles potentiels.
En 2010, elle devient également productrice en s'alliant avec Karim Ouaret (réputé dans le monde clipographique français) et montent leur boite de production. La société de production Come On Productions naît et produit son tout premier clip en septembre 2010 pour l'artiste Daphné. À ce jour, Come On Productions a déjà réalisé et produit des clips vidéos pour Florent Pagny, Hélène Ségara, Zaho, Corneille, Amel Bent, Lorie pour le film La Belle et la Bête, Indila... mais aussi des captations live de M. Pokora à Bercy.
En 2012, ils produisent leur premier court métrage Lapsus, qui remporte à ce jour plus de 84 récompenses dans le monde entier, dont le mythique Hollywood au Chinese Theatre pour le meilleur Thriller.
En 2015, elle revient avec le single Non-Dits, extrait de son futur opus à paraitre Âme Soul. Jalane Non-Dits vidéoclip officiel
Le 7 décembre 2015, le film Lapsus, qui est le court-métrage français le plus récompensé de tous les temps (84 prix dans le monde) et dont elle est l'une des productrices avec Julien Séri et Karim Ouaret, est disponible sur Youtube,. Lapsus Film Youtube vidéo officielle sur youtube.com
Le 18 décembre 2015, elle publie l'extrait Stolen Kiss,. Jalane Stolen Kiss vidéoclip officiel

## Discographie

### Albums
- Jalane (2002)
- Nouvelle femme (sortie numérique seulement)
- Si J'avais Su (sortie annulée 2007)
- Jour J (sortie annulée 2009)
- Âme Soul (2014)

### Singles
- Jalane - Laisse-Toi Guider (1996)
- Jalane - Ca Part De Rien (1997)
- Jalane - Femmes (Cette Fois, Je Sais) (2001)
- Jalane - Ma Musique (2001)
- Jalane - Où Vas Le Monde (2002)
- Jalane - Oublie-Le (En Duo Avec Natho) (2002)
- Jalane - L'École De La Vie (2003)
- Jalane - Comment Pardonner ? (2004)
- Jalane - Le Jour Se Lève (2004)
- Jalane - Si J'Avais Su (2007)
- Jalane - Ma Folie (2009)
- Jalane - Non-Dits (2015)
- Jalane - Stolen Kiss (2015)

### Singles (en tant que collectif et/ou invitée)
- Doudou Masta feat. Jalane - Trop Loin (2000)
- One shot - Millénaire pour la bande originale du film Taxi 2 (2000)
- Disiz La Peste feat. Jalane - Lettre Ouverte pour la bande originale du film Taxi 2 (2000)

### Participations (en tant que choriste)
- Shéraz - Un Amour Sans Retour (2000)
- Shéraz - Faisons L'Amour (Avant De Nous Dire Adieu) (2000)
- Pierre Bachelet - Pour Un Monde Bleu (2001)
- Pierre Bachelet - Sans Toi (2001)
- Pierre Bachelet - Tout Commence Avec 2001 (2001)
- Pierre Bachelet - Elle Me Dit (2001)
- Pierre Bachelet - Une Autre Lumière (2001)

### Participations (en tant qu'invitée)
- Doudou Masta feat. Jalane - Trop Loin sur la compilation HH Classics Vol. 1 de DJ Cut Killer (2000)
- One shot - Millénaire sur la bande originale du film Taxi 2 (2000)
- Disiz La Peste feat. Jalane - Lettre Ouverte sur la bande originale du film Taxi 2 (2000)
- Faf Larage, Taïro & Jalane - Mea Culpa sur la bande originale du film Taxi 2 (2000)
- Jalane - Laissez-Moi sur la bande originale du film Taxi 2 (2000)
- One shot - Dancehall Furie sur la bande originale du film Taxi 2 (2000)
- Electro Cypher (compil electro rap produite par Akhenaton) (2000)
- K-Reen feat. Jalane & China Moses - Tout Ce Qu'On Veut sur l'album Dimension de K-Reen (2001)
- Jalane & Cedric - I Don't Know sur la compilation Kimberlite (2001)
- Jalane -  www.laméthode.com sur la compilation Première Classe Rnb (2003)
- For The Ladies, DVD documentaire sur le Hip-Hop & R&B féminin (2004)
- China Moses feat. Jalane & K-Reen - Le Mec Parfait sur l'album Good Lovin' de China Moses (2004)
- Jalane - Comment Pardonner ? sur la compilation Girls 2004 (2004)
- One shot - Millénaire sur la compilation Hostile Superstars (2005)
- One shot - Millénaire sur la compilation Taxi, Le Best Of  (2006)
- Disiz La Peste feat. Jalane - Lettre Ouverte sur la compilation Taxi, Le Best Of  (2006)
- One shot - Dancehall Furie sur la compilation Taxi, Le Best Of  (2006)

### Apparitions dans d'autres vidéoclips
- K-Reen - Explique-Moi Dis-Moi vidéo officielle sur youtube (1998)
- China Moses - Être La Bas vidéo officielle sur youtube (2000)
- Assia - Politiquement Correcte vidéo officielle sur youtube (2005)

### Clips
- One Shot - Millénaire (bande originale du film Taxi 2) vidéoclip officiel (2000)
- Disiz La Peste Featuring Jalane - Lettre Ouverte vidéoclip officiel (2000)
- Jalane – Femmes (Cette Fois, Je Sais…) vidéoclip officiel (2001)
- Jalane - Ma Musique vidéoclip officiel (2001)
- Jalane - Où Vas Le Monde vidéoclip officiel (2002)
- Jalane - Oublie-Le en duo avec Natho vidéoclip officiel (2002)
- Jalane - Comment Pardonner ? vidéoclip officiel (2004)
- Jalane - Si J'Avais Su vidéoclip officiel (2007)
- Jalane - Ma Folie Su vidéoclip officiel (2009)
- Jalane - Non-Dits vidéoclip officiel (2015)
- Jalane - Stolen Kiss vidéoclip officiel (2015)

## Productions

### Vidéoclips
- Daphné - L'homme à la peau, réalisé par Karim Ouaret (2010)
- M. Pokora - Mirage, réalisé par Karim Ouaret (2010)
- Emili Smill - J'avance, réalisé par Karim Ouaret (2010)
- Amel Bent - Je reste, réalisé par Karim Ouaret (2010)
- Corneille featuring Soprano - Au bout de nos peines, réalisé par Karim Ouaret (2012)
- Lorie - Le coup de soleil, réalisé par Karim Ouaret (2012)
- M. Pokora - DVD Live à BERCY, réalisé par Karim Ouaret (2012)
- Zaho - Tourner la page, réalisé par Karim Ouaret (2013)
- Soan - Conquistador (Live acoustique), réalisé par Karim Ouaret (2013)
- Florent Pagny - Les murs porteur, réalisé par Karim Ouaret (2013)
- Yoann Fréget - Ca viens de la haut (2013)
- Hélène Ségara en duo avec Joe Dassin - Et si tu n'existais pas, de l'album éponyme, réalisé par Karim Ouaret (2013)
- Yoann Fréget - La belle et la bête, réalisé par Karim Ouaret (2014)
- Les Prêtres - Écris L'Histoire, réalisé par Karim Ouaret (2014)
- Vincent Niclo - Cavaliers, réalisé par Karim Ouaret (2014)
- Florent Pagny - Combien De Gens, réalisé par Karim Ouaret (2014)
- Indila - S.O.S, réalisé par Karim Ouaret (2014)
- Vincent Niclo - Jusqu'A L'Ivresse, réalisé par Karim Ouaret (2014)
- Indila - Love Story, réalisé par Karim Ouaret (2014)
- Jalane - Non-Dits, réalisé par Karim Ouaret (2015)
- Tenny Feat Maska - Maniac, réalisé par Karim Ouaret (2015)
- Francis Cabrel - Dur Comme Fer, réalisé par Karim Ouaret (2015)
- Jalane - Stolen Kiss, réalisé par Karim Ouaret (2015)
- Indila - Parle À Ta Tête, réalisé par Indila et Karim Ouaret (2019)

### Films
- LAPSUS - Court Métrage, réalisé par Karim Ouaret (2013) Lapsus Film Youtube vidéo officielle sur youtube.com

## Liens Externes
- www.come-on.fr
- www.karimouaret.com
- Ressources relatives à la musique :   - Discogs
  - MusicBrainz
  - Songkick
- Ressource relative à l'audiovisuel :   - IMDb